# Benoît Gaboury
Pour les articles homonymes, voir Gaboury.
Benoît Gaboury, né le 26 août 1920 à Saint-Maurice et mort le 16 janvier 2006 à Québec, est un homme politique québécois.

## Biographie
Il étudie à l'École Saint-François et à l'Académie de Trois-Rivières, et poursuit son cours commercial à St. Johnsbury, aux États-Unis. Il fréquente par la suite l'École de papeterie de Trois-Rivières où il obtient son diplôme de technicien professionnel en papeterie.
Il épouse à Mont-Joli, le 31 juin 1942, Louisa Bégin, fille de Charles-Auguste Bégin, commerçant, et de Marie-Juliette Landry.
Il est employé au sein du laboratoire de l'International Paper en 1940 et s'enrôle dans le Corps d'aviation royal canadien (CARC) en 1941. Il travaille par la suite comme pilote d'essai et d'entraînement à Mont-Joli et sert également outre-mer. Il est démobilisé en 1945, mais reprend son emploi à l'International Paper. En 1947 et en 1948, il devient gérant de l'entreprise de son beau-père, Bégin enr., grossiste en fruits et légumes à Mont-Joli.
Il est membre de l'Institut des techniciens professionnels et diplômés du Canada. Il exerce la fonction de président fondateur du Conseil d'orientation économique du Bas-Saint-Laurent en 1954, ainsi que secrétaire de la Ligue des propriétaires de Mont-Joli.
Il est membre des chambres de commerce junior et senior, de la Légion canadienne, de la Société Saint-Jean-Baptiste, du Club Richelieu, du Cercle Lacordaire, de l'Ambulance Saint-Jean, du Club Renaissance, des Jeunesses musicales et des Chevaliers de Colomb.
Il devient conseiller municipal de 1952 à 1955, puis maire de Mont-Joli de 1955 à 1961 et parallèlement de 1958 à 1960 il est élu député de Matane à l'Assemblée législative du Québec.
De 1960 à 1970, il est gérant de la compagnie Powell Food pour l'Est d'u Canada. Il exerce après cela les métiers de courtier en alimentation, puis d'assistant-directeur puis directeur de la commercialisation de Loto-Québec de 1970 à 1977.
Il est mort à Québec, le 16 janvier 2006, à l'âge de 85 ans et 4 mois et est inhumé dans le cimetière de Mont-Joli le 3 juin 2006.